# Slavko Brill
Slavko Brill (rođen: Brüll) (Nova Gradiška, 27. prosinca 1900. – Sabirni logor Jasenovac, 1943.), poznati hrvatski kipar.

## Životopis
Slavko Brill je rođen u Novoj Gradišci, 27. prosinca 1900. godine u židovskoj obitelji Julija Brülla. 1926. godine je diplomirao na Akademiji likovnih umjetnosti u Zagrebu. U vrijeme studija je surađivao s kiparom Antunom Augustinčićem. Sudjelovao je u izradi reljefa za podnožje spomenika kralja Tomislava u Zagrebu, te je izradio poprsje skladatelja Milana Sachsa. Usavršavao se u Beču od 1922. do 1923., te Parizu od 1927. do 1928. godine. Brill je izlagao svoje radove u zemlji i inozemstvu. Tijekom Drugog svjetskog rata i Holokausta, tj. u jeku progona židova, Brill je sa suprugom Alisom pokušao pobjeći u inozemstvo, međutim bio je uhvaćen i zatvoren u sabirni logor Jasenovac. U to vrijeme u Jasenovcu su se nalazili i drugi umjetnici, poput Daniela Ozma i Daniela Kabilja. Oslabljen i onemoćao Brill umro je u Jasenovcu u prvoj polovici 1943. godine od posljedica tuberkuloze, dokle mu je supruga deportirana i ubijena u logoru Đakovu.